# Slot Planta
Slot Planta (Duits: Schloss Planta, Italiaans: Castel Planta) is een middeleeuws kasteel gelegen in Meran (Italië), in de wijk Obermais. 

## Geschiedenis
Slot Planta werd gebouwd in de 13e eeuw en bestond oorspronkelijk uit enkel een woontoren. In 1284 werd het slot eigendom van Ulricht von Greifen. Planta, dat lange tijd Slot Greifen werd genoemd, bleef enkele eeuwen in de familie. 
Later wisselde het slot voortdurend van eigenaar, waaronder Hans Jakob von Völs-Colonna. Hij verbouwde het slot grondig en bouwde onder andere de hoekige torens en maakte Slot Greifen luxueuzer. 
De huidige naam van het kasteel is te danken aan Rudolf von Planta Wildenberg, die er in 1619 ging wonen nadat hij gedwongen was te vluchten uit Zwitserland, omdat hij ter dood veroordeeld was in verband met politieke redenen. Ondanks dat het slot nog regelmatig van eigenaar veranderde, behield het deze naam.
Sinds 1935 is Planta eigendom van baron Senfft von Pilsach, die het slot liet restaureren. Noemenswaardig is de Fresco-zaal, waar jachttaferelen zijn uitgebeeld in laat-gotische-stijl.
Tegenwoordig is Slot Planta particulier eigendom en is niet te bezichtigen.